# Torre des Moros
La Torre des Moros és un edifici del municipi de Tossa de Mar (Selva). Es tracta d'un petit edifici de planta circular i de dues plantes situat sobre les penyes més altes del puig de Can Magí. Forma part de l'Inventari del Patrimoni Arquitectònic de Catalunya.

## Descripció
És fet de pedra, sobre d'un petit terraplè, i arrebossat. Consta d'una entrada elevada i dos nivells d'espitlleres, obertures petites i quatre barbacanes i una terrassa al pis superior. Les seves mides aproximades són de 8 metres d'alçada per 6 d'amplada. Se'n diferencien dos nivells. El primer, a més de la porta, conté dotze obertures d'espitllera marcades a l'exterior amb tres peces ceràmiques. Dues marquen l'escletxa i la tercera fa de llinda. L'altre nivell té quatre obertures grans que estaven emmarcades per peces ceràmiques que sobresortien, actualment restaurades. Aquestes obertures feien possiblement la funció de balcons per permetre al vigilant una millor visibilitat. Originalment, tant l'interior com l'exterior estava arrebossat. La porta d'entrada estava al primer pis i aquest estava dotat d'un empostissat de fusta, espitlleres i barbacanes amb llindes de fusta.

## Història
La seva construcció es remunta al segle xvi, arran de repetides incursions de la pirateria del Mediterrani. Possiblement fou construïda en època del rei Felip II (1527-1598), ja que va expedir un decret reial amb motiu d'augmentar la construcció de torres de guaita contra la pirateria. Generalment aquest tipus de torres es podien comunicar entre elles, com és el cas de la torre del far de la Vila Vella, la torre d'Agulla Pola o les restes de la Torre del Gorg Gitano. Aquesta torre vigilava el pla on s'estén la Tossa moderna i els camins que, a través dels boscos, condueixen a les cales on solien desembarcar els sarraïns.
La torre fou abandonada a finals del segle xviii. Cap a finals del segle xix el mal temps i un llamp van esberlar-la pel costat de ponent i s'anà enrunant fins que fou restaurada el 1997. Aquesta restauració ha recuperat i consolidat la torre i ha reconstruït les barbacanes. S'han aixecat i consolidat les parets, se li ha posat coberta, s'han fet accessos metàl·lics, s'ha il·luminat i s'ha restringit el seu accés interior.